# Medaglia d'Onore Belisario Domínguez
La medaglio d’onore Belisario Domínguez (spagnolo: Medalla de Honor "Belisario Domínguez" del Senado de la República) è la più alta onorificenza concessa dal Senato del Messico.
Essa fa parte del Sistema messicano di onorificenze. È stata concessa ogni anno fin dal 1954, dal Senato messicano a messicani eminenti che nella loro carriera …se hayan distinguido por su ciencia o su virtud en grado eminente, como servidores de nuestra Patria o de la Humanidad (…si sono distinti di più per scienza e virtù, come servitori della nostra patria o dell'umanità).
Solo a enti messicani che rappresentino "lo spirito culturale del tempo" è consentito sottoporre nominativi per questo riconoscimento. Questa disposizione permette tipicamente a Università, giornali, organizzazioni accademiche, organizzazioni non governative ed entità statali, di proporre dei candidati.

## Contesto
Il premio prende il nome da Belisario Domínguez (1863-1913) che fu un senatore dello stato messicano del Chiapas ai tempi della rivoluzione messicana. Dopo il colpo di Stato di Victoriano Huerta, che depose il Presidente Francisco Madero, Domínguez inviò una lettera aperta ai membri del Congresso messicano nella quale denunciava il comportamento di Huerta ed esortava il Congresso a deporlo. Alla fine della lettera egli esortava anche i lettori a farne copie distribuendole in tutto il paese. La lettera non fu presa bene nei circoli legati a Huerta e Domínguez fu assassinato pochi giorni dopo, il 7 ottobre 1913.
Nel 1953 il Presidente Adolfo Ruiz Cortines firmò il decreto che istituiva il premio in ricordo di questo "martire della democrazia". Nello stesso anno il Senato decise di conferire, come atto simbolico, la prima medaglia al busto di Belisario Domínguez già presente presso il Senato. È per questo motivo che si considerano eccezionalmente conferite due medaglie nel 1954.

## Descrizione
La medaglia è in oro, appesa a un nastro di seta con i colori della bandiera messicana, è destinata a una persona singola e viene conferita durante una solenne cerimonia in Senato ogni 7 ottobre. Assieme alla medaglia viene consegnato un diploma firmato dal Presidente della Repubblica messicana e da quello del Senato.
La medaglia riporta da un lato lo stemma del Messico con la scritta Estados Unidos Mexicanos, H. Cámara de Senadores 1952-1958 (Stati Uniti messicani, Onorevole camera dei senatori 1952-1958). Sul lato opposto la medaglia riporta un'immagine del busto di Domínguez con la scritta Ennobleció a la Patria, 7 de octubre de 1913 (Nobilitò la Patria, 7 Ottobre 1913).

## Premiati
Quello che segue è un elenco completo delle persone insignite della Medaglia d'Onore Belisario Domínguez.
- 1954 – Rosaura Zapata
- 1954 – Erasmo Castellanos Quinto
- 1955 – Esteban Baca Calderón
- 1956 – Gerardo Murillo, detto "Dr. Atl"
- 1957 – Roque Estrada Reynoso
- 1958 – Antonio Díaz Soto y Gama
- 1959 – Heriberto Jara Corona
- 1960 – Isidro Fabela
- 1961 – José Inocente Lugo
- 1962 – María Tereza Montoya
- 1963 – María Hernández Zarco
- 1964 – Adrián Aguirre Benavides
- 1965 – Plácido Cruz Ríos
- 1966 – Ramón F. Iturbe
- 1967 – Francisco L. Urquizo
- 1968 – Miguel Ángel Cevallos
- 1969 – María Cámara Vales, vedova di Pino Suárez, Vicepresidente di Francisco I. Madero
- 1970 – Rosendo Salazar
- 1971 – Jaime Torres Bodet
- 1972 – Ignacio Ramos Praslow
- 1973 – Pablo E. Macías Valenzuela
- 1974 – Rafael de la Colina Riquelme
- 1975 – Ignacio Chávez Sánchez
- 1976 – Jesús Romero Flores
- 1977 – Juan de Dios Bátiz Peredes
- 1978 – Gustavo Baz Prada
- 1979 – Fidel Velázquez Sánchez
- 1980 – Luis Padilla Nervo
- 1981 – Luis Álvarez Barret
- 1982 – Gen. Raúl Madero González
- 1983 – Jesús Silva Herzog
- 1984 – Salomón González Blanco
- 1985 – María Lavalle Urbina
- 1986 – Salvador Zubirán
- 1987 – Eduardo García Máynez
- 1988 – Rufino Tamayo
- 1989 – Raúl Castellano Jiménez
- 1990 – Andrés Serra Rojas
- 1991 – Gonzalo Aguirre Beltrán
- 1992 – Ramón G. Bonfil
- 1993 – Andrés Henestrosa Morales
- 1994 – Jaime Sabines Gutiérrez
- 1995 – Miguel León-Portilla
- 1996 – Griselda Álvarez Ponce de León
- 1996 – Alí Chumacero
- 1997 – Heberto Castillo Martínez
- 1998 – José Angel Conchello Dávila
- 1999 – Carlos Fuentes
- 2000 – Leopoldo Zea Aguilar
- 2001 – José Ezequiel Iturriaga Sauco
- 2002 – Héctor Fix Zamudio
- 2003 – Luis González y González
- 2004 – Carlos Canseco González
- 2005 – Gilberto Borja Navarrete
- 2006 – Jesús Kumate Rodríguez
- 2007 – Carlos Castillo Peraza (post mortem)
- 2008 – Miguel Ángel Granados Chapa
- 2009 – Antonio Ortiz Mena (post mortem)
- 2010 – Javier Barros Sierra (post mortem)
- 2010 – Luis H. Álvarez
- 2011 – Cuauhtémoc Cárdenas Solorzano
- 2012 – Ernesto de la Peña (post mortem)
- 2013 – Manuel Gómez Morín (post mortem)
- 2014 – Eraclio Zepeda
- 2015 – Alberto Baillères
- 2016 – Gonzalo Rivas (post mortem)[1]
- 2017 – Julia Carabias Lillo
- 2018 – Carlos Payán Velver
- 2019 – Rosario Ibarra de Piedra
- 2020 – Personale sanitario per la pandemia di COVID-19
- 2021 – Manuel Velasco Suárez (post mortem)
- 2021 – Ifigenia Martínez y Hernández
- 2022 – Elena Poniatowska